# 汉斯·津瑟
汉斯·津瑟（英語：Hans Zinsser，1878年11月17日—1940年9月4日）是一位美国医生、细菌学家和科普作家，主要作品有《老鼠、虱子和历史》（Rats, Lice and History）等。“布里尔-津瑟病”即以他的名字和另一位美国医生内森·埃德温·布里尔的名字命名。